# Taihō Kōki
Taihō Kōki (jap. 大鵬 幸喜; * 29. Mai 1940 in Shisuka (heute: Poronaisk) als Naya Kōki (納谷 幸喜); † 19. Januar 2013 in Tokio) war der 48. Yokozuna und einer der bedeutendsten japanischen Sumōringer der Nachkriegszeit. Er war 1,87 m groß und wog als aktiver Ringer etwa 153 kg.
Taihō gehörte neben Kitanoumi Toshimitsu und Chiyonofuji Mitsugu zu den drei großen Yokozuna, die das Sumōringen von den 1960ern bis in die 1980er bestimmten und die alle von der Insel Hokkaidō kamen. Zwar stammte Taihō nicht gebürtig von dort, war aber bereits als Kind mit seinen Eltern (Vater Ukrainer, Mutter Japanerin) nach Hokkaidō gelangt, als die japanisch okkupierte Insel Sachalin gegen Kriegsende an die UdSSR gefallen war.
1956 trat Taihō, dessen Kampfname „großer Peng“ (häufig als Phönix übersetzt) bedeutet, zum ersten Mal für den Nishonoseki-beya an und wurde bereits 1961 zum 48. Yokozuna ernannt (den Altersrekord von 21 Jahren, den Taihō damit aufstellte, unterbot Kitanoumi 1974 um einen Monat). Taihō war zu seiner Zeit den meisten seiner Gegner weit überlegen und konnte beispielsweise gleich zweimal sechs Basho in Folge für sich entscheiden. Ebenso sensationell war sein Kampfrekord, der über viermal so viele Siege verzeichnet wie Niederlagen. Mit 32 Siegen hielt er bis 2015 den Rekord der meisten Turniersiege in der Makuuchi-Division. Im Januar 2015 konnte Hakuhō diese Bestmarke überbieten. 8 Turniere konnte er mit einer 15–0 Bilanz gewinnen.
1971 schied Taihō aus dem aktiven Sport aus. Überschattet wurde seine Karriere von gravierenden gesundheitlichen Problemen, die in einem Schlaganfall kulminierten, den er drei Jahre nach seinem Rücktritt im Alter von gerade einmal 35 Jahren erlitt.
Bei seinem Rücktritt aus dem aktiven Sport wurde Taihō als erstem Rikishi eine nicht anteilsgebundene Mitgliedschaft im japanischen Sumōverband gewährt. Er gründete den Stall Taihō-beya, den er bis 2004 führte, als er ihn seinem Schwiegersohn Otake Tadashige übergab. Im Jahr 2000 trat Taihō mit einer besonderen Zeremonie zum 60. Geburtstag eines ehemaligen Yokozuna, dem Kanreki Dohyo-iri, noch einmal in den Ring. 2005 nahm er schließlich altersbedingt seinen Abschied aus dem Geschäft. Er starb 2013 in einem Krankenhaus in Tokio.